# Intelsat 34
Intelsat 34 ist ein kommerzieller Kommunikationssatellit des Satellitenbetreibers Intelsat. Er beherbergt eine Transpondernutzlast der spanischen Hispasat, bekannt als Hispasat 55W-2.

## Start
Er wurde am 20. August 2015 mit einer Ariane-5-Trägerrakete vom Raketenstartplatz Centre Spatial Guyanais (zusammen mit Eutelsat 8 West B) in eine geostationäre Umlaufbahn gebracht. Gedacht ist Intelsat 34 auch als Nachfolger von Intelsat 805 und Galaxy 11.

## Technische Daten
Der dreiachsenstabilisierte Satellit ist mit 24 Ku-Band und 24 C-Band Transpondern ausgerüstet und soll von der Position/Inklination 304,5° Ost aus Empfänger in Lateinamerika im C-Band, solche in Brasilien mit digitalen Fernsehausstrahlungen und Mobilgerätenutzer im Ku-Band über dem Nordatlantik mit zu versorgen. Er wurde auf Basis des Satellitenbus SSL 1300 der Space Systems/Loral gebaut und besitzt eine geplante Lebensdauer von 15 Jahren. Für die Lageregelung besitzt der Satellit mehrere 22 Newton starke und mit MMH und MON-3 betriebene Triebwerke sowie elektrische Triebwerke des Typs SPT-100 bzw. SPD-100 (СПД-100) vom russischen Konstruktionsbüro Fakel aus Kaliningrad. Die elektrischen Triebwerke verwenden das Edelgas Xenon als auszustoßende Stützmasse. Sie haben einen Schub von jeweils 83 Millinewton.